# Fotorewolwer Brandla
Fotorewolwer Brandela lub Fotorewolwer Brandla, lub brandlówka – ręczny aparat fotograficzny umożliwiający szybkie fotografowanie z ręki, budowany w sposób rzemieślniczy przez polskiego wynalazcę i fotografa Konrada Brandla w Warszawie. Fotorewolwer był prekursorską konstrukcją aparatu przeznaczonego do zdjęć reporterskich, umożliwiającą w terenie, dzięki małym rozmiarom, szybkie wykonywanie zdjęć o możliwie najlepszej jakości.

## Historia
Po wprowadzeniu płyt bromożelatynowych i wynalezieniu migawki na początku lat 80. XIX w. zaczęto wprowadzać ręczne kamery, lżejsze od wcześniejszych, które musiały stać na statywie. Jeden z takich aparatów skonstruował Konrad Brandel, jednak dokładna data powstania jego wynalazku nie jest znana. Autorzy współcześni Brandlowi podawali lata 1883 i 1884, podczas gdy w opracowaniach późniejszych, XX-wiecznych, datowanie to przesuwane jest na okres wcześniejszy: ok. 1880–1881, a nawet 1875–1881. Badaczka dorobku Brandla, Krystyna Lejko, opowiedziała się za rokiem 1883.
Jako wynalazca ręcznego aparatu Brandel konkurował z innym warszawskim fotografem, Aleksandrem Karolim. Ich rywalizacja stała się tematem polemiki na łamach warszawskiej prasy, którą wywołał krótki artykuł z 1891 roku o aparacie Brandla na 12 klisz (właściwie były to szklane płyty fotograficzne, gdyż klisz w dzisiejszym znaczeniu jeszcze nie znano). Spotkał się on z odpowiedzią ze stroną syna Karoliego, Władysława, którego zdaniem takie urządzenie opracował 3,5 roku wcześniej jego ojciec, na co z kolei odpowiedział Brandel, a następnie ponownie Karoli. 24 marca 1889 Brandel wystąpił do Departamentu przemysłu i handlu o przyznanie patentu na rewolwer bez kaset mieszczący 25 klisz. Patent o numerze 11515 został przyznany 16 października 1889. „Kurier Warszawski” w 1885 roku donosił, iż pan Brandel za swój wynalazek otrzymał srebrny medal na wrocławskiej wystawie fotograficznej.
Aparaty wytwarzane były przez stolarza – kuzyna Brandla, z wyjątkiem obiektywów, które zamawiano w firmie Steinheila, a później Françoise. Aparat miał postać drewnianej skrzynki z celownikiem ramkowym ze skrzyżowanymi nitkami i deseczki z otworem. Niektóre celowniki wyposażone były w soczewkę dwuwklęsłą. Parametry: ostrość od 7 m do nieskończoności, migawka: 1/50 sekundy. Produkowane były modele dla trzech formatów: 6,5 × 9, 9 × 12 i 12 × 16,5 cm. W pierwszych aparatach były pojedyncze, a potem podwójne kasety, dopiero późniejsze modele miały magazynek na 12 i 25 płyt, co pozwalało na ich szybką wymianę i wykonywanie zdjęć reporterskich. Zmiana płyt odbywała się w skórzanym worku połączonym z magazynkiem – naświetloną płytę unosiło się ku górze i przesuwało w tył.
Aparaty Brandla produkowane były na zamówienie. Sprzedał ich ponad 100. Wśród użytkowników byli, według listu Brandla do Władysława Karoliego, tacy artyści jak Wojciech Gerson, Henryk Siemiradzki, Gierymski i Kossak.